# Santa Maria (Schiff, 1953)
Die Santa Maria war ein Passagierschiff der portugiesischen Reederei Companhia Colonial de Navegação, das 1953 in Dienst gestellt wurde. Das Schiff blieb bis 1973 in Fahrt und ging anschließend zum Abbruch ins taiwanische Kaohsiung. Bekanntheit erlangte die Santa Maria vor allem durch ihre Entführung im Januar 1961. Sie war bei Indienststellung zusammen mit ihrem Schwesterschiff das größte Passagierschiff Portugals.

## Geschichte
Die Santa Maria entstand unter der Baunummer 749 in der Werft von Cockerill-Sambre in Antwerpen und lief am 20. September 1952 vom Stapel. Ein Jahr später erfolgte im September 1953 die Ablieferung an die Companhia Colonial de Navegação und die Indienststellung im Transatlantikdienst von Lissabon nach Buenos Aires. Zusammen mit ihrem 1952 in Dienst gestellten Schwesterschiff Vera Cruz war die Santa Maria bei Fertigstellung das größte Passagierschiff Portugals. Ein Titel, den beide Schiffe bis zur Indienststellung der Príncipe Perfeito im Jahr 1961 trugen.
Ab 1956 lief die Santa Maria als Zwischenstopp Port Everglades an, Ziel der Atlantikreise waren fortan verschiedene Häfen in Zentralamerika.

### Entführung 1961
Nach einem Stopp des Schiffes in Willemstad am 21. Januar 1961 wurde die Santa Maria am 22. Januar von Rebellen der bürgerlichen Demokratiebewegung Portugals unter dem Kommando von Henrique Galvão besetzt, die zuvor als Passagiere an Bord eingecheckt hatten. An Bord befanden sich etwa 600 Passagiere und 300 Besatzungsmitglieder. Die Offiziere und der Kapitän Mário Simões Maia La Guayra wurden gefangen genommen, der wachhabende dritte Offizier João José do Nascimiento Costa in einem Handgemenge erschossen.
Das Schiff änderte seinen Kurs nach einem Stopp in St. Lucia in Richtung Westafrika. Es wurde hierbei von Kriegsschiffen und Flugzeugen der United States Navy und der Royal Navy beobachtet, verschwand zwischenzeitlich jedoch immer wieder über einen längeren Zeitraum aus dem Blickfeld der Beobachter. Nachdem den Rebellen politisches Asyl angeboten wurde, lief die Santa Maria am 2. Februar den Hafen von Recife an. Ziel der Entführung war die Auslösung einer Revolution und der Sturz des Systems von António de Oliveira Salazar.

### Verbleib
Direkt nach der Entführung und der Entlassung der Passagiere kehrte die Santa Maria nach Portugal zurück und nahm wieder den Liniendienst auf. Die restliche Laufbahn des Schiffes verlief ohne besondere Vorkommnisse. 1973 wurde die Santa Maria nach zwanzig Dienstjahren ausgemustert und ab September desselben Jahres in der Werft der Li Chong Steel Steel & Iron Works Company in Kaohsiung abgewrackt. Ihr älteres Schwesterschiff Vera Cruz ging im selben Jahr ebenfalls zum Abbruch nach Kaohsiung.